# Arosio
Arosio är en ort och kommun i provinsen Como i regionen Lombardiet i Italien. Kommunen hade 5 087 invånare (2018).